# Shoot the Chute

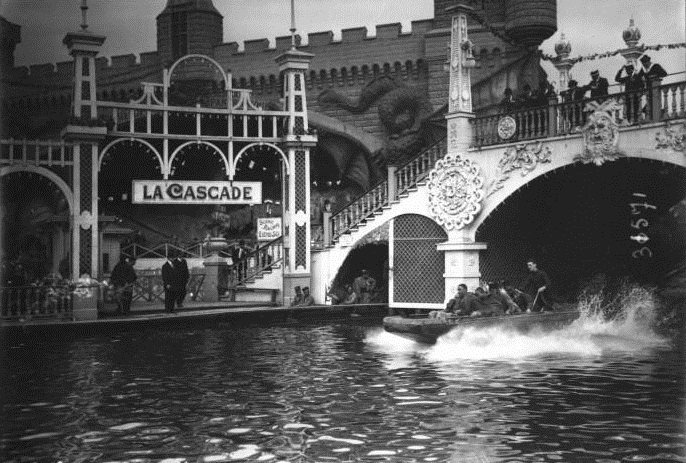
La Cascade, Magic City, Paris, France, 1913.

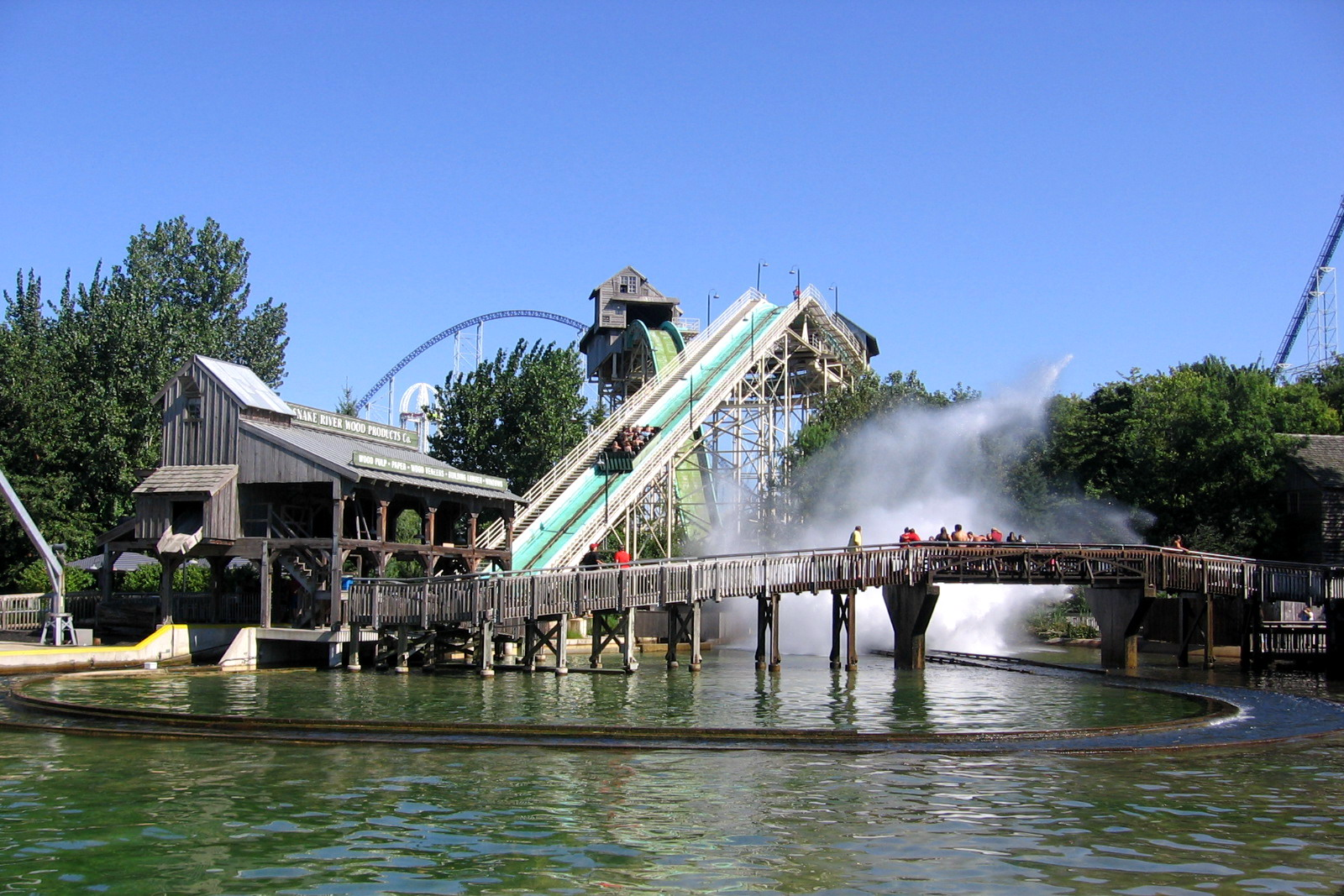
Snake River Falls à Cedar Point.

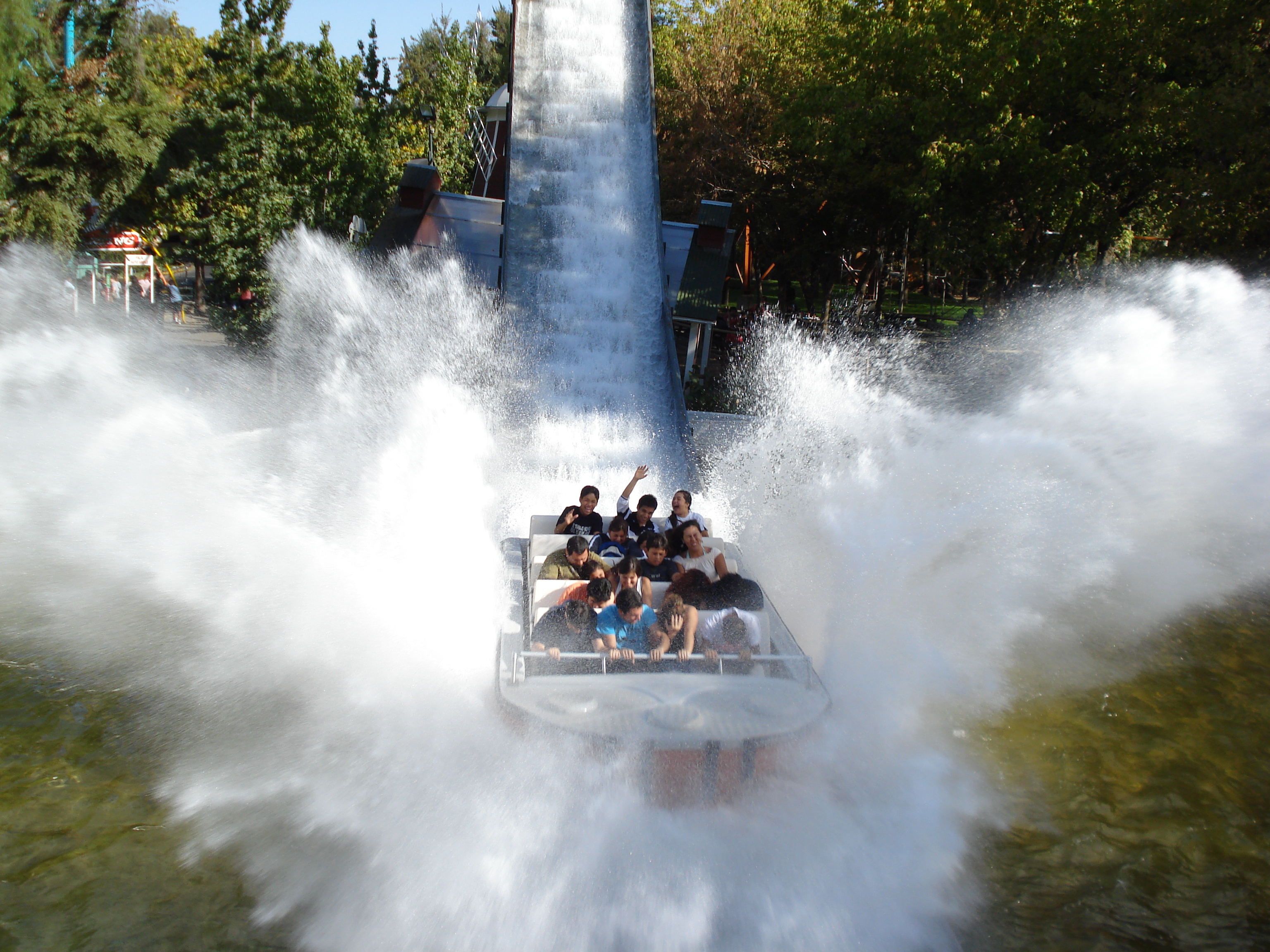
Le large bateau dans les éclaboussures de la chute finale à Fantasilandia.

Shoot the Chute est un type d'attraction aquatique de type rivière rapide avec des bateaux à fond plats qui parcourent un circuit plus ou moins mouvementé en hauteur et se terminant par une chute dans un lagon. Ce type d'attraction diffère des bouées (River Rafting Ride) par la présence d'une chute. L'attraction est moins connue que sa variante avec laquelle il ne faut pas le confondre : les bûches (Log Flume en anglais) qui diffère par la forme du bateau et qui a pris l'ascendant sur son ancêtre.

## Concept et opération
Paul Boyton et Thomas Polk inventèrent le premier exemplaire nommé Shoot-the-Chutes en 1895 pour leur parc Sea Lion Park de Coney Island. Toutefois Crescent Park (en), dans le Rhode Island, possédait le plus célèbre Shoot the Chute dans les années 1900.
Le principe de base est de faire monter un bateau à une certaine hauteur puis de lui faire descendre en fin de parcours une chute de hauteur souvent inférieure ou égale à celle d'ascension. La longueur du parcours peut énormément varier et des montées et chutes intermédiaires peuvent être intégrées au parcours.
La version de Boyton et Polk n'avait qu'une montée et une descente placées côte à côte et les passagers ne s'installaient dans le bateau que lorsqu'il avait fini de tourner pour s'engager vers la descente. Ensuite des bateliers se chargeaient de ramener les bateaux vers la rive puis vers la montée. Actuellement[Quand ?], l'eau est mise en mouvement grâce à des pompes hydrauliques dans le canal. Les embarcations sont portées et entraînées par ce mouvement. La plupart des modèles actuels de Shoot the Chute ou de bûches possèdent des systèmes de guidages, rails ou roues latérales. Ils sont placés au moins dans le bassin au pied de la chute et dans le circuit. Ils permettent de ramener le bateau rapidement à la station et d'éviter les collisions avec les rives.
Les bûches fonctionnent exactement sur le même principe.
Malgré l'obsolescence de la version originale, une reproduction est construite à Kennywood, Pittsburg Plunge, mais avec une montée et une descente légèrement espacées et un rail de guidage. La plupart des attractions reprenant la simplicité de la version d'origine adopte un circuit fermé de forme ovale ou de 8. Les autres adoptent souvent l'aspect extérieur d'une montagne de laquelle un torrent descend et comprennent des zones de rapides (chute inférieur à 1 mètre). Nombre de Shoot the Chute possèdent une plate-forme d'observation ou un pont où les spectateurs peuvent être mouillés par le « splash » créé par les bateaux.
Perilous Plunge à Knott's Berry Farm est le Shoot the Chute le plus raide au monde. La descente est haute de 35 mètres, présentant un angle de 77,8 degrés. C'est également la première attraction aquatique à utiliser un frein électromagnétique ajustable, contrôlant ainsi la quantité d'eau projetée.
En 2009, Pilgrim's Plunge ouvre à Holiday World & Splashin' Safari. Il s'agit du Shoot the Chute le plus haut (40 m) et le plus rapide (80 km/h). La montée se fait à l'aide d'un ascenseur.

## Attractions de ce type

### Amérique
| Nom                           | Parc                             | Pays       | Année       | Constructeur   |
| ----------------------------- | -------------------------------- | ---------- | ----------- | -------------- |
| Adventure Falls               | Michigan's Adventure             | États-Unis | 1995        | Hopkins Rides  |
| Aquaman Splashdown            | Six Flags Over Texas             | États-Unis | 1987        | Hopkins Rides  |
| Blackfoot Falls               | Wild Adventures                  | États-Unis | 1999        | Hopkins Rides  |
| Boston Tea Party              | Canobie Lake Park                | États-Unis | 1998        | Hopkins Rides  |
| Buzzsaw Falls                 | Alabama Splash Adventure         | États-Unis | 2011        | Hopkins Rides  |
| Congo Falls                   | Kings Island                     | États-Unis | 1988        | Intamin        |
| Diamond Falls                 | Kings Dominion                   | États-Unis | 1985 - 2002 | Intamin        |
| Escape from Pompeii           | Busch Gardens Williamsburg       | États-Unis | 1996        | Intamin        |
| Flash Flood                   | Noah's Ark Water Park            | États-Unis | 1999        | Hopkins Rides  |
| Góndola Salpicona             | Xetulul                          | Guatemala  | 2002        | Intamin        |
| Jurassic Park River Adventure | Universal Studios Hollywood      | États-Unis | 1996        | Vekoma         |
| Jurassic Park River Adventure | Universal's Islands of Adventure | États-Unis | 1999        | Vekoma         |
| Le Splash                     | La Ronde                         | Canada     | 2004        | Intamin        |
| Mile High Falls               | Kentucky Kingdom                 | États-Unis | 1994        | Hopkins Rides  |
| Monsoon                       | Worlds of Fun                    | États-Unis | 1992        | Intamin        |
| Monsoon Falls                 | Six Flags Discovery Kingdom      | États-Unis | 1998        | Intamin        |
| Movietown Water effect        | Six Flags Great Adventure        | États-Unis | 1987 - 2007 | Hopkins Rides  |
| Perilous Plunge               | Knott's Berry Farm               | États-Unis | 2000 - 2012 | Intamin        |
| Pilgrims Plunge               | Holiday World & Splashin' Safari | États-Unis | 2009 - 2013 | Intamin        |
| Pirate Reef                   | Legoland California              | États-Unis | 2012        | Hopkins Rides  |
| Pittsburg Plunge              | Kennywood                        | États-Unis | 1995        | Hopkins Rides  |
| Playland Plunge               | Playland                         | États-Unis | 2001        | Hopkins Rides  |
| Plummet Summit                | Magic Springs and Crystal Falls  | États-Unis | 2005        | Hopkins Rides  |
| Power Surge                   | Six Flags Fiesta Texas           | États-Unis | 1992 - 2017 | Intamin        |
| Rim Runner                    | Adventuredome                    | États-Unis | 1993 - 2013 | Arrow Dynamics |
| Roaring Falls                 | Celebration City                 | États-Unis | 2008 - 2008 | Hopkins Rides  |
| Shipwreck Falls               | Six Flags Darien Lake            | États-Unis | 2002        | Intamin        |
| Shipwreck Falls               | Elitch Gardens                   | États-Unis | 1997        | Hopkins Rides  |
| Shipwreck Falls               | Six Flags America                | États-Unis | 1993        | Hopkins Rides  |
| Shipwreck Falls               | Geauga Lake                      | États-Unis | 2000 - 2007 | Hopkins Rides  |
| Shoot the Chute               | Wonderland Park                  | États-Unis | 2000        | Hopkins Rides  |
| Sklooosh                      | Knoebels                         | États-Unis | 1997        | Hopkins Rides  |
| Snake River Falls             | Cedar Point                      | États-Unis | 1993        | Arrow Dynamics |
| Spillway Splashout            | Six Flags New Orleans            | États-Unis | 2000 - 2005 | Hopkins Rides  |
| Splash                        | Six Flags México                 | Mexique    | 1993        | Hopkins Rides  |
| Splash                        | Salitre Magico                   | Colombie   | 2017        | Hopkins Rides  |
| Splash Caribe                 | Parque Diversiones               | Costa Rica | 2015        | Intamin        |
| Splashwater Falls             | Six Flags Great America          | États-Unis | 1986        | Hopkins Rides  |
| Splashwater Falls             | Six Flags Over Georgia           | États-Unis | 1986        | Hopkins Rides  |
| Tanganyika Tidal Wave         | Busch Gardens Tampa              | États-Unis | 1989        | Intamin        |
| The Wave                      | Valleyfair                       | États-Unis | 1992        | Hopkins Rides  |
| Tidal Force                   | Hersheypark                      | États-Unis | 1994        | Hopkins Rides  |
| Tidal Wave                    | Six Flags Magic Mountain         | États-Unis | 1989        | Intamin        |
| Tidal Wave                    | Six Flags Astroworld             | États-Unis | 1988 - 2005 | Hopkins Rides  |
| Tidal Wave                    | Six Flags St. Louis              | États-Unis | 1991        | Hopkins Rides  |
| Timberwolf Falls              | Canada's Wonderland              | Canada     | 1989        | Hopkins Rides  |
| Tsunami                       | Fantasilandia                    | Chili      | 2007        | Intamin        |
| White Water Falls             | California's Great America       | États-Unis | 1990        | Intamin        |
| White Water Landing           | Dorney Park & Wildwater Kingdom  | États-Unis | 1992        | Arrow Dynamics |
| Whitewater Falls              | Carowinds                        | États-Unis | 1988        | Hopkins Rides  |

### Asie
| Nom                           | Parc                             | Pays      | Année | Constructeur  |
| ----------------------------- | -------------------------------- | --------- | ----- | ------------- |
| Airship Surfing               | Guilin Merryland Theme Park      | Chine     | 2001  | Hopkins Rides |
| Beast Bloody Journey          | World Joyland                    | Chine     | 2011  | Golden Horse  |
| Caribbean Storm               | Happy Valley (Chengdu)           | Chine     | 2009  | Golden Horse  |
| Flume Ride                    | E-DA Theme Park                  | Chine     | 2009  | Golden Horse  |
| Great Zaboom                  | Fuji-Q Highland                  | Japon     | 1994  | Hopkins Rides |
| Journey of Odyssey            | Happy Valley (Pékin)             | Chine     | 2006  | Golden Horse  |
| Jurassic Park River Adventure | Universal Studios Japan          | Japon     | 2001  | Vekoma        |
| Mega Tsunami                  | China Dinosaurs Park             | Chine     | 2011  | Intamin       |
| Nile Adventure                | Window on China                  | Chine     |       | Hopkins Rides |
| Rajasaurus River Adventure    | Adlabs Imagica                   | Inde      | 2013  | Hafema        |
| Shoot the Chute               | Nagashima Spa Land               | Japon     | 1994  | Hopkins Rides |
| Shoot the Chute               | Happy Valley Shanghai            | Chine     | 2009  | Golden Horse  |
| Shoot the Chute               | Happy Valley Wuhan               | Chine     | 2012  | Golden Horse  |
| Shoot the Chute               | Happy Valley Shenzhen            | Chine     |       | Golden Horse  |
| Shoot the Chute               | Chimelong Paradise               | Chine     |       | Golden Horse  |
| Super Splash                  | Dream World                      | Thaïlande | 1994  | Hopkins Rides |
| Splash                        | Mitsui Greenland                 | Japon     | 1993  | Hopkins Rides |
| Splashute                     | Yokohama Hakkeijima Sea Paradise | Japon     |       |               |
| Tidal Wave                    | Misaki Park                      | Japon     | 1992  | Hopkins Rides |

### Europe
| Nom                         | Parc                            | Pays        | Année | Constructeur              |
| --------------------------- | ------------------------------- | ----------- | ----- | ------------------------- |
| Amazonas                    | Sommerland Syd                  | Danemark    |       |                           |
| Anaconda                    | Energylandia                    | Pologne     | 2017  | Intamin                   |
| Area 51 - Top Secret        | Movie Park Germany              | Allemagne   | 1996  | Intamin                   |
| Centrale di pompaggio       | Felifonte                       | Italie      | 2003  | Hafema                    |
| Diamond River               | Legendia                        | Pologne     | 2016  |                           |
| Drenched Anciennement Hydro | Oakwood Theme Park              | Royaume-Uni | 2002  | Intamin                   |
| Fluch des Pharao            | Belantis                        | Allemagne   | 2003  | Hafema                    |
| Fuga da Atlantide           | Gardaland                       | Italie      | 2003  | Intamin                   |
| Iguazú                      | Isla Mágica                     | Espagne     | 1997  | Intamin                   |
| Jungle Splash               | Etnaland                        | Italie      | 2010  | Intamin                   |
| La Furia de Triton          | Terra Mítica                    | Espagne     | 2000  | Intamin                   |
| Las Caratas Salvajes        | Parque Warner Madrid            | Espagne     | 2002  | Intamin                   |
| Le Grand Splatch            | Parc Astérix                    | France      | 1989  | Intamin                   |
| Los Fiordos Vikingos        | Parque de Atracciones de Madrid | Espagne     | 1998  | Intamin                   |
| Lost River Ride             | Flamingo Land                   | Royaume-Uni | 2004  | Swiss Rides               |
| Niagara                     | Bellewaerde                     | Belgique    | 1995  | Interlink / Space leisure |
| El Dorado Falls             | Mirabilandia                    | Italie      | 1999  | Hopkins Rides             |
| Splash                      | Duinrell                        | Pays-Bas    | 1992  | Hopkins Rides             |
| Tidal Wave                  | Thorpe Park                     | Royaume-Uni | 2000  | Hopkins Rides             |
| Tutuki Splash               | PortAventura Park               | Espagne     | 1995  | Intamin                   |
| Viking                      | Vialand                         | Turquie     | 2013  | Intamin                   |
| Yucatan                     | MagicLand                       | Italie      | 2011  | Intamin                   |
| Zeslizg do wody             | Legendia                        | Pologne     | 1959  |                           |